# Cos cavernós del penis
Els cossos cavernosos del penis formen un parell de columnes de teixit erèctil situades en la part superior del penis les quals s'omplen de sang durant l'erecció.

## Anatomia
Els cossos cavernosos s'estenen al llarg de tot el penis, des de l'os púbic fins al gland. Aquestes estructures es componen de teixit erèctil que conté espais irregulars plens de sang i estan separades entre elles per teixit mesenquimatós. hi ha una tercera columna anomenada cos esponjós ubicada en la part inferior del penis, conté la uretra i forma el gland. La funció del cos esponjós és la de prevenir la compressió de la uretra durant l'erecció.

## Anatomia femenina
El clítoris conté teixit erèctil en dos cossos cavernosos, els quals tenen una estructura molt similar als ubicats al penis dels homes. En alguns casos, la relaxació de l'artèria cavernosa i els músculs propers es produeix en alliberar òxid nítric en un procés semblant al masculí. Després, una aportació més gran de sang comença a fluir a través de les artèries a la zona genital, la pressió en els cossos cavernosos s'incrementa i el clítoris es fa més gran a causa del subministrament d'un major volum de sang.